# Josef Pospischil (SS-Mitglied)
Josef Pospischil (* 20. Dezember 1899 in Mährisch-Schönberg; † nach 1938) war ein deutsch-österreichischer SS-Untersturmführer und Polizeibeamter.

## Leben
Pospischil wuchs im Sudetenland auf. Von Februar 1917 bis November 1918 nahm er am Ersten Weltkrieg teil, wobei laut Shlomo Aronson unklar ist, ob er der deutschen oder der österreichischen Armee angehörte. Aronson tendiert jedoch dazu, dass Pospischil wegen seines Ausscheidens aus der Armee im November 1918 dem Reichsheer angehörte.
Nach dem Krieg war Pospischil vom 25. September 1919 bis 31. August 1921 im Polizeidienst. Vom 1. August bis zum 21. Dezember 1921 gehörte Pospischil dem Freikorps Oberland an. Anschließend kehrte er in seine Heimat in der Tschechoslowakei zurück. Der SD-Agent Heinrich Orb behauptete später, dass Pospischil von dort wegen des Totschlags eines Grenzbeamten fliehen musste und dass er deshalb ins Deutsche Reich zurückkehrte.
Vom 1. Juli 1922 bis zum 9. November 1923 und erneut vom 9. April 1932 bis zum 22. Juni 1932 gehörte Pospischil der nationalsozialistischen SA an. In die NSDAP trat er zum 1. Mai 1932 ein (Mitgliedsnummer 1.096.992). Zum 16. August 1932 trat Pospischil der SS bei (SS-Nummer 53.675). Innerhalb der SS wurde er zu einem ungeklärten Zeitpunkt dem Sicherheitsdienst des Reichsführers SS (SD), dem Nachrichtendienst der NSDAP zugeteilt. Seit 1933, spätestens aber seit 1934, gehörte er zu den Agenten beim SD-Oberabschnitt Ost in Berlin. Dieser stand bis 1934 unter der Leitung von Hans Kobelinski und seit dem Frühjahr 1934 unter der Leitung von Hermann Behrends. Orb, der von 1933 bis 1934 in Berlin für den SD tätig war, berichtet ferner, dass Pospischil damals der Stellvertreter von Walter Sohst, dem Verbindungsmann des SD-Chefs Reinhard Heydrich zum Gestapochef Rudolf Diels, gewesen sei sowie dass Pospischil seit Anfang 1934 SD-Spitzel bei der Abwehrstelle des Reichswehrministeriums gewesen sei. Bei dem Mord an Kurt von Schleicher Ende Juni 1934 wird er als möglicher Beteiligter genannt. Ebenso soll er ebenfalls Ende Juni 1934 an der Verhaftung von Edgar Jung beteiligt gewesen sein.
Wenige Wochen nach der Übernahme der Geheimen Staatspolizei durch die SS im April 1934 wurde Pospischil im Sommer 1934 in den Dienst des Geheimen Staatspolizeiamtes in Berlin übernommen. Im Geschäftsverteilungsplan der Gestapo vom 25. Oktober 1934 ist Pospischil als Kriminalangestellter in dem von Josef Meisinger geleiteten Dezernat II 1 H 1 (Partei-, HJ-, BDM-Angelegenheiten) der Dienststelle II 1 H (Angelegenheiten der Partei und der ihr angeschlossenen Verbände) in der Hauptabteilung II (Politische Polizei) der Gestapozentrale verzeichnet, wobei ihm die Zuständigkeit als Bearbeiter für das Sachgebiet „Parteiangelegenheiten“ zugeschrieben wird. In der Folgezeit war Pospischil auch an der geheimpolizeilichen Verfolgung von Homosexuellen beteiligt. Der Schauspieler Kurt von Ruffin, der Pospischil Mitte der 1930er Jahre aufgrund seiner homophilen Veranlagung einmal zu einer Vernehmung im Geheimen Staatspolizeiamt vorgeführt wurde, erinnerte sich an ihn später als „ein Ungeheuer von Kommissar“, der ihn, wenn auch ohne gewalttätig zu werden, überaus roh abgefertigt habe, so dass er ihm noch mehr als 50 Jahre später den Wunsch nachschickte „hoffentlich [...] verreckt“ zu sein.
Am 20. April 1938 wurde Pospischil in der SS zum Untersturmführer befördert. Seiner Stammrolle zufolge war er zu dieser Zeit Führer im SD-Hauptamt und Kriminalassistenzanwärter bei der Gestapo. Seinen Wohnsitz hatte er damals in Berlin-Charlottenburg. An SS-Auszeichnungen besaß Pospischil u. a. den SS-Totenkopfring. Zudem war er Inhaber des Julleuchters. Seine weiteren Tätigkeiten sind nicht feststellbar.

## Josef Franz Pospisil
Am 14. Februar 1948 wurde in Sandweier der Straßenbahnangestellte Josef Franz Pospisil (* 4. September 1902 in Gablonz) hingerichtet. Diese Hinrichtung ist wohl im Zuge des Natzweiler-Prozesses in Rastatt zu sehen.
Stefan Hördler gibt an, dass der 1899 geborene Josef Pospischil, später als örtlicher Abwehrbeauftragter eine Unterabteilung übernommen haben soll, welche dem SS-Gerichtsführer bei der Untersuchung „unnatürlicher Todesfälle“ im Produktionsstandort Solvay-Werke des KZs Ebensee, ein Außenlager des KZs Mauthausen, unterstützen sollte. Zusätzlich wird nach Andrea Rudorff dem 1899 geborenen Pospischil zugeschrieben, dass dieser sich, zum Wachdienst kommandiert, auch an Massenerschießungen im KZ Majdanek beteiligt haben soll, Leiter der SS-Küche des KZ Vaihingen war und in dieser Position an Gewaltexzessen gegen die Inhaftierten beteiligt gewesen sein soll. Rudorff gibt an, dass Pospischil (* 1899) im Zuge des Natzweiler-Prozesses 1948 hingerichtet worden sein soll. Da keine Sterbeurkunde eines Josef Pospis(ch)ils mit dem Geburtsjahr 1899 herangezogen werden kann, ist die Zuordnung der Personen bzw. Bestätigung der personenbezogenen Angaben letztendlich unklar.